# Скажене весілля 3
«Скажене весілля 3» — український комедійний фільм режисера Любомира Левицького. Фільм є третьою частиною в кінофраншизі «Скажене весілля», дві попередні частини вийшли у 2018 та 2019 роках відповідно.
Прем'єра стрічки в Україні відбулася 25 лютого 2021 року.

## Синопсис
Промайнуло чотири роки після останнього Скаженого весілля, і ось стати на рушничок щастя планує наймолодший з родини Середюків — Захар. Традиційно для дітей Василя, для створення сім'ї він обрав «екзотичну пару» — дочку циганського барона, красуню Раду. І хоч батько заприсягнув цього разу не псувати весілля, та і невістка йому до вподоби, але спокійне свято — не в традиціях Середюків.

## У ролях
Акторський склад фільму:

| Актор                | Роль                               |
| -------------------- | ---------------------------------- |
| Катерина Файн        | наречена Рада Алькарес             |
| В'ячеслав Хостікоєв  | наречений Захар Середюк            |
| Назар Задніпровський | батько нареченого Василь Середюк   |
| Леся Самаєва         | мати нареченого Галина Середюк     |
| Поліна Василина      | сестра нареченого Катерина Середюк |
| Джиммі Воха-Воха     | зять Василя Франсуа                |
| Юрій Горбунов        | тамада Назарій Запухляк            |
| Ігор Крикунов        | батько нареченої                   |
| Римма Шаповалова     | ворожка-шахрайка Серафима-Антоніна |
| Олександр Кобзар     | сусід Тарас                        |
| Віра Кобзар          | дружина сусіда Оксана              |
| Інна Приходько       | дочка сусіда Оля                   |
| Арам Арзуманян       | зять сусіда Ашот                   |
| Олексій Супрун       | полковник поліції Петро Попадюк    |
| Потап                | отець Євлампій                     |
| Позитив              | хорист Кіндрат                     |
| Петро Чорний         |                                    |
| Олег Винник          | камео                              |
| Надія Мейхер         | настоятелька Капітоліна            |
| Валерія Товстолєс    | пасія Назарія Запухляка Віталіна   |

## Виробництво

### Кошторис
Фільм «Скажене весілля 3» став переможцем 14 конкурсного відбору Держкіно. Загальний кошторис стрічки склав ₴16 млн грн, з них від Держкіно творці отримали фінансову підтримку на виробництво фільму розміром ₴7 млн грн (44 % загальної вартості виробництва фільму).

### Попереднє виробництво
Новим режисером франшизи став Любомир Левицький, який замінив Владислава Климчука (псевдо Влад Дикий), режисера попередніх двох частин. У фільмі зіграє співак Петро Чорний, він також стане консультантом з ромським традицій та обрядів. Також до акторів попереднього складу приєдналися Катерина Файн, Римма Шаповалова, Ігор Крикунов та В'ячеслав Хостікоєв, який зіграє дорослішого Захара Середюка, у двох попередніх частинах його грав Святослав Жмурко.

### Фільмування
5 серпня 2020 року розпочалося фільмування, яке триватиме протягом серпня та вересня в Києві та Київській області.

## Прем'єра

### Кінопрокатна прем'єра
Стрічка вийшла в український кінопрокат 25 лютого 2021 року.

### Прем'єра на домашньому відео: VOD-платформи
15 квітня 2021 року фільм став доступний на VOD-платформі Київстар ТБ (доступ надається лише для українських IP).